# La Peur géante
Afrance redirige ici. Pour le film, voir L'Afrance.
 (janvier 2013).
Si vous disposez d'ouvrages ou d'articles de référence ou si vous connaissez des sites web de qualité traitant du thème abordé ici, merci de compléter l'article en donnant les références utiles à sa vérifiabilité et en les liant à la section « Notes et références ».
La Peur géante est un roman de science-fiction de l'auteur français Stefan Wul paru en 1957. La Peur géante est le quatrième roman de l'auteur, et le troisième à paraître aux éditions Fleuve noir en 1957. Le récit, divisé en vingt chapitres, se distingue du reste de la production de l'auteur en situant son action sur la planète Terre dans un avenir en parfaite continuité avec le monde de 1957. Dans La Peur géante, c'est de l'homme terrestre et de sa survie qu'il est question.

## Résumé
Sur la planète Terre, en 2157, Bruno Daix, un ingénieur ex-champion universitaire de natation, prend quelques jours de vacances à In Salah, en Afrance, lorsque Driss Bouira, le directeur berbère des usines de froid « Nivôse », le contacte en urgence : l'entreprise menace de faire faillite, car l'eau ne gèle plus. Afin de trouver des explications scientifiques au mystérieux phénomène, Bruno Daix est prié d'embarquer le plus vite possible pour Paris et de rejoindre le professeur Jean Leguen, de l'Institut.
Arrivé en retard au stratoport, il doit attendre la prochaine fusée faisant escale à Alger, puis à Marseille, et rencontre une autre passagère en transit, Kou-Sien Tchéi, une jeune journaliste chinoise originaire de Nankin. Soudain, tous les passagers du stratoport sont priés de se rendre immédiatement dans les héli-taxis les plus proches et de se mettre en vol stationnaire à 500 stads au-dessus de la ville. Les autorités apprennent bientôt à la population que la fonte instantanée des glaces du pôle nord et du pôle sud ont créé deux gigantesques raz-de-marée qui ont déjà ravagé une partie de la planète. Bruno Daix et Kou-Sien Tchéi montent à bord du vieil héli-taxi piloté par Ahmed Benmomed et assistent impuissants à la catastrophe. L'ingénieur décide alors de rentrer à In Salah avant que les autorités ne réquisitionnent tous les moyens de transport aériens et y retrouve son patron Driss Bouira et son ami et journaliste Pol Nazaire.
Quelque temps plus tard, Bruno Daix a été enrôlé par l'armée pour ses capacités sportives et ses compétences techniques. Bientôt, une nouvelle catastrophe s'abat sur l'humanité : les nuages disparaissent de l'atmosphère, car l'eau ne s'évapore plus. Les cultures se dessèchent dans les pays tempérés, seuls les champs artificiellement irrigués de l'Afrance subsistent. Des soucoupes volantes font également leur apparition dans le ciel des nations médusées. Lorsque les OVNI attaquent massivement In Salah, Bruno Daix cache Kou-Sien Tchéi dans les souterrains secrets de la ville et révèle à la jeune chinoise qu'il est membre de l'armée secrète chargée de combattre leur nouvel ennemi : les Torpèdes, des êtres marins intelligents évolués de la famille des raies électriques.
Les Afrançais, seuls à pouvoir nourrir le reste du continent grâce à leur système d'irrigation totalement indépendant de la pluviométrie, préparent des missions sous-marines avec des tenues de camouflage thermo-moulées en formes de poulpes ou de cœlacanthes qui permettent aux plongeurs de passer inaperçu : l'armée secrète envisage une riposte bactériologique à l'attaque des Torpèdes. Lors d'une visite dans un aquarium de détention des Torpèdes, Kou-Sien Tchéi découvre par hasard la clé du langage à influx magnétique des Torpèdes.
Une fois les préparatifs terminés, Bruno Daix, Pol Nazaire et les autres plongeurs de l'armée secrète partent en mission diffuser le virus de Djoliba en profondeur, un virus non mortel destiné à détruire les centres cérébraux des Torpèdes. Au cours de la mission, Bruno Daix se perd dans les profondeurs de l'océan et se retrouve au beau milieu d'une ville sous-marine torpède. Il souffre des influx magnétiques des Torpèdes, mais réussit à se frayer un chemin jusque dans un grand bâtiment qui révèle toute son horreur de « Musée de l'homme » torpède. Lorsque Bruno Daix est récupéré en surface par la marine américaine, il est en état de choc et son psychisme est fortement atteint. Après une longue convalescence sous tuteur psychique, Bruno Daix retrouve ses amis et son grand amour, Kou-Sien Tchéi.

## Personnages principaux
Les personnages sont classés dans l'ordre alphabétique :
- commandant Afalet, chef de la mission contre les Torpèdes ;
- Driss Bouira, directeur des usines « Nivôse », patron de Bruno Daix, colonel de l'armée secrète ;
- Ahmed Benmomed, chauffeur d'hélitaxi qui sauve Bruno Daix ;
- Bruno Daix, ingénieur des usines « Nivôse », ex-champion de natation, membre de l'armée secrète ;
- monsieur Legrand, éminent naturaliste ;
- Pol Nazaire, ami de Bruno Daix, excellent nageur, membre de l'armée secrète ;
- Kou-Sien Tchéi, journaliste chinoise originaire de Nankin.

Les personnages sont dénués de toute psychologie, simples marionnettes au service du récit.

## L'Univers de la peur géante
Dans le futur du XXIIe siècle décrit par Stefan Wul, les colonies françaises d'Afrique du Nord forment une nation nouvelle conquise sur le désert dépendante de la France : l'Afrance (contraction d'Afrique et de France) (ou peut-être Algérie française ?) : plus de 500  millions d'habitants. Le désert est verdoyant grâce à des systèmes d'irrigation perfectionnés  reliés à des usines de désalinisation de l'eau de mer. La mer Méditerranée est à moitié asséchée à cause d'un barrage hydraulique construit entre la Tunisie et la Sicile et surplombée par un immense viaduc qui relie Marseille à Alger.
Au quotidien, les gens utilisent des visiophones pour leurs communications et des héli-taxis ou des fusées pour leurs déplacements. Dans les cafés et les restaurants, les clients sont le plus souvent servis par des tablettes automatisées. La population d'Afrance ne travaille plus que trois heures par semaine, grâce au progrès technique. La Lune possède une station d'observation terrestre.

## Commentaires
- Si vous ne connaissez pas le sujet, laissez ce bandeau (vous pouvez alors contacter les auteurs).
- Si vous supprimez le contenu mis en cause (vous pouvez préalablement contacter les auteurs),

argumentez précisément cette suppression dans la page de discussion
(un manque de référence n'est pas un argument ; une recherche réelle de référence doit avoir été effectuée, être formellement documentée).

### Guerre et civilisation
Comme dans Oms en série ou Niourk, Stefan Wul prête à ses personnages des propos sans ambiguïté sur les causes du déclin des civilisations : l'affaiblissement des Hommes dû à un trop grand confort technologique. L'attaque des Torpèdes est par conséquent présentée comme l'occasion de réveiller les forces vives de l'humanité contrainte de faire preuve de pugnacité et de sortir de la relative torpeur induite par un monde techniquement assisté.

### Écologie marine?
Le propos de Stefan Wul dans ce roman n'est à aucun moment écologique. Si les causes de la révolte du peuple marin des Torpèdes sont clairement énoncées par les personnages du récit (surexploitation des mers et réduction de l'espace vital des espèces marines par assèchements successifs des océans), la solution envisagée est défensive et sans réflexion sur l'équilibre écologique de la planète, un thème qui ne fera son apparition que quelques décennies plus tard.
Pour régler le problème posé par les dangereux Torpèdes, l'auteur s'est sans doute souvenu de la solution bactériologique proposée par H. G. Wells dans La Guerre des mondes.
Les Torpèdes, quoique dotés d'une civilisation très avancée (capacité à modifier les caractéristiques fondamentales de l'eau, soucoupes volantes, agriculture sous-marine, musées), ne sont traités que comme des horreurs, qu'on a soin de retransformer en poissons stupides, tout en essayant de récupérer leur techniques et leur science. Comme dans La Guerre des mondes, il n'est pas question de dialogue des civilisations.

### Futur de la colonisation
L'œuvre de science-fiction de Stefan Wul traite bien souvent du thème de la colonisation. Dans La Peur géante, le contexte historique de la colonisation française du Maghreb élargi est intégré au roman et développé spéculativement en une grande nation unifiée et autonome, « l'Afrance ». Cette vision d'une France coloniale unifiée et largement développée s'oppose à une réalité historique qui voit, par exemple en Algérie dès 1954, des mouvements de guérillas revendiquer l'indépendance.
La vision romanesque d'un territoire fictif nommé « Afrance » avait déjà été anticipée, mais de manière très allusive, dans le roman du même auteur paru juste avant, cette même année 1957 : Rayons pour Sidar. En effet, le héros de cet autre roman, Lorrain 1 613 A.C., est présenté sans plus d'explications comme un « Afrançais ».
Il n'en reste pas moins que lors de leurs compétitions amicales, le héros Bruno, "géant blond" et ingénieur, donne toujours un peu d'avance à son ami noir Pol, journaliste. Les Torpèdes ne s'y trompent pas, car l'unique humain femelle de leur zoo est "une très belle femme blonde", qui heureusement meurt pendant son sauvetage, évitant un choix douloureux au héros qui revient à sa fiancée chinoise, également journaliste.
La hiérarchie sociale esquissée est la suivante : savant > patron - gérant - ingénieur - officier - médecin > journaliste > chauffeur de taxi - domestique - contrôleur de bus - garçon de bain.

### Postérité de l'œuvre
Le thème d'une espèce sous-marine intelligente, mais inconnue jusqu'alors, qui décide de se venger de l'être humain qui pollue ou surexploite les fonds marins a été repris en 2005 par l'auteur allemand Frank Schätzing dans un roman de science-fiction intitulé Abysses qui suit un scénario très proche du roman de Stefan Wul. Outre-Rhin, ce roman fut longtemps classé parmi les meilleures ventes en librairie pendant toute l'année 2005.
Dans son film Abyss, le cinéaste James Cameron a imaginé une espèce subaquatique maîtrisant les différents états de l'eau, comme les Torpèdes dans le roman de Stefan Wul. Dans le roman tiré de ce film, cette espèce est présentée comme extra-terrestre.

## Éditions françaises
- Fleuve noir, coll. « Anticipation »  no 96, 1957 ;
- Fleuve noir, coll. Super-luxe - Les lendemains retrouvés no 44, 1978,  (ISBN 2-265-00577-0) ;
- Denoël, coll. « Présence du futur » no 545, 1994  (ISBN 2-207-50545-6), couverture de Jean-Yves Kervévan, réédition en 1998  (ISBN 2-207-24735-X) ;
- dans Œuvres complètes 1, Lefrancq, coll. « Volumes », 1996  (ISBN 2-87153-197-8) ;
- dans Stefan Wul – L'Intégrale, tome 1, Bragelonne, coll. « Trésors de la SF », 2013  (ISBN 978-2-35294-630-4).

## Traductions

### En italien
- (it) La grande paura, dans I Romanzi del Cosmo no 24, Ponzoni, mars 1959.

### En portugais
- (pt) Degelo em 2157, Livros do Brasil, coll. « Argonauta » no 76, 1963.

### En russe
- (ru) Объятые страхом [Obiatyïe strakhom = Dans l'étreinte de la peur], dans l'anthologie de Iouri Semenytchev Космический беглец [Kosmitcheski beglets = Le fugitif de l'espace], Канон [Kanon], coll. « Мистика и Фантастика [Mistika i Fantastika = Mystère et SF] »,  1995.

## Articles spécialisés
- Denis Philippe, OPTA, dans la revue Fiction no 229, 1973 ;
- Denis Guiot, OPTA, dans la revue Fiction no 289, 1978 ;
- Bruno Peeters, Lefrancq, dans la revue Phénix, no 37, 1995.